# قلعة جوشين
قلعة جوشين هي قلعة تاريخية تعود إلى عصر الساسانيين، وتقع في مقاطعة ورزقان.